# Wasserkraftwerk Klingenberg
Das Wasserkraftwerk Klingenberg ist eine Wasserkraftanlage am Fuß der Talsperre Klingenberg. Es wurde von 1908 bis 1914 gebaut und ist seit 1914 in Betrieb. Betreiber ist die SachsenEnergie.

## Anlagen und Geschichte
Das Kraftwerk befindet sich nur wenige Meter unterhalb der 310 m langen und 40 m hohen Gewichtsstaumauer der Talsperre Klingenberg, welche primär als Trinkwasserspeicher für Dresden und Freital dient. Durch eine Druckrohrleitung, die im Staumauerfuß beginnt, wurden max. 3,3 m³/s Wasser auf zwei Francisspiralturbinen geleitet. Die Fallhöhe betrug dabei maximal 34,5 m. Die Turbinen wurden 1913 von Voith in Heidenheim gebaut. Sie haben ein 540 mm großes Laufrad und geben bei 600/min eine Leistung von 400 kW an jeweils einen Synchrongenerator ab. Die Generatoren wurde 1913 von den Sachsenwerken Dresden als zweiphasige Wechselstromgeneratoren gebaut. Jeder Generator war mit einer Transformatorengruppe in Scottschaltung verbunden, welche aus den beiden um 90° verschobenen Wechselströmen der Generatoren Drehstrom erzeugte. Das Wasser fließt nach dem Verlassen der Turbinen durch Triebwasserstollen und Druckrohrleitungen in die Kraftwerke nach Dorfhain und Tharandt und anschließend in das Wasserwerk Dresden-Coschütz wo es der Trinkwasserversorgung zugeführt wird.

## Sanierung und Erneuerung
Das Kraftwerk war mit seinen beiden Maschinensätzen nahezu unverändert 100 Jahre in Betrieb. 1986 wurde die Schalt- und Steuerungsanlage erneuert. Die alte Marmor-Schalttafel mit den Schaltelementen und Messinstrumenten ist noch vollständig erhalten. 1996 wurde die Steuerungstechnik auf eine SPS-Steuerung umgestellt, sodass das Kraftwerk automatisch betrieben werden kann. Im Winter 2014/2015 wurde das Kraftwerk umfassend saniert und ein Maschinensatz vom Netz genommen und stillgelegt. Dies war notwendig, da für die Trinkwasseraufbereitung in Coschütz mittlerweile eine geringere Wassermenge entnommen wird. Die zweite Turbine wurde im Zuge der Modernisierung generalüberholt und dabei auch der Zweiphasengenerator durch einen neuen Drehstromgenerator ersetzt, welcher von den Anhaltischen Elektromotorenwerk Dessau gefertigt wurde. Damit entfiel auch die bisher eingesetzte Scottschaltung. Der alte Generator steht im Rahmen des Energie Erlebnispfades als Anschauungsstück vor dem Wasserkraftwerk Rabenauer Grund.
Die Steuerungstechnik wurde noch einmal erweitert, sodass das Kraftwerk heute von einer zentralen Leitwarte fernüberwacht und -gesteuert werden kann.